# Josef von Pop
Josef Pop, seit 1909 Ritter von Pop (* 27. Oktober 1848 in Brotzney, Königreich Böhmen, heute Ortsteil von Skuhrov nad Bělou; † 20. Juli 1917 in Wien), tschechisch Josef Popů, war ein tschechisch-österreichischer Verwaltungsbeamter, Politiker und Ackerbauminister.

## Leben
Josef Pop besuchte ein Prager Gymnasium und studierte Rechtswissenschaften an der Universität Prag. 1876 ging er bei der böhmischen Statthalterei in den Staatsdienst und wechselte 1881 ins Ackerbauministerium. 1890 wurde er Ministerialsekretär, 1896 Sektionsrat und Leiter des Präsidialbüros, 1898 Ministerialrat und 1902 Sektionschef für die Verwaltung der Staatsforste. Er war lange zuständig für Wasserrechts-, Jagd-, Forst- und Fischereiangelegenheiten. 1909 erfolgte nach seiner ersten Amtszeit als Minister die Nobilitierung in den erblichen Ritterstand und 1910 die Ernennung zum Geheimen Rat. Er war von Bedeutung als Modernisierer des österreichischen Forstwesens.
Vom 15. November 1908 bis zum 10. Februar 1909 sowie vom 1. November 1909 bis zum 9. Jänner 1911 war Pop österreichischer Ackerbauminister in der Beamtenregierung Bienerth. Er war, so wie seine meisten Ministerkollegen als rangältester Sektionschef berufen worden. Zwischenzeitlich wurde er durch Albín Bráf abgelöst, als das auf parlamentarischer Basis gebildete zweite Kabinett Bienerth gebildet worden war, wurde aber nach dessen Rücktritt nochmals bestellt. Er erließ neue Aufforstungs-, Jagd-, Vogelschutz- und Alpenschutzgesetze für verschiedene Kronländer der Monarchie. Nach seiner zweiten Amtszeit schied er aus dem öffentlichen Dienst aus und zog sich ins Privatleben zurück. Pop wurde auf dem Hietzinger Friedhof bestattet und hinterließ zwei Töchter.